# Gonzalo de Villa y Vásquez
Gonzalo de Villa y Vásquez SJ (* 28. April 1954 in Madrid) ist ein spanischer Ordensgeistlicher und römisch-katholischer Erzbischof von Santiago de Guatemala.

## Leben
Gonzalo de Villa y Vásquez trat 1974 in der Dominikanischen Republik in das Noviziat der Jesuiten ein. Er studierte Philosophie in Mexiko und Nicaragua. Nach dem Theologiestudium in Venezuela spendete ihm der Erzbischof von Panama, Marcos Gregorio McGrath CSC, am 13. August 1983 das Sakrament der Priesterweihe. Am 6. Februar 1993 legte er die Profess ab. Nach weiteren Studien erwarb er an der York University in Toronto einen Mastergrad in sozialem und politischen Denken und ein Diplom in Lateinamerikastudien.
Nach der Priesterweihe war er Religionslehrer am Ignatiuskolleg in Caracas und Professor für Philosophie an der Universidad Centroamericana in Managua sowie an der Universität Rafael Landívar in Guatemala-Stadt. An der Universität Rafael Landívar war er Dekan der philosophisch-politikwissenschaftlichen Fakultät sowie Rektor der Universität. Darüber hinaus lehrte er am Nationalseminar von Guatemala und war in der Pfarrseelsorge tätig. Innerhalb des Ordens war er Superior verschiedener Kommunitäten und Einrichtungen in Guatemala.
Papst Johannes Paul II. ernannte ihn am 9. Juli 2004 zum Weihbischof in Guatemala und Titularbischof von Rotaria. Die Bischofsweihe spendete ihm der Erzbischof von Guatemala, Rodolfo Kardinal Quezada Toruño, am 25. September desselben Jahres; Mitkonsekratoren waren Erzbischof Bruno Musarò, Apostolischer Nuntius in Guatemala, und Pablo Vizcaíno Prado, Bischof von Suchitepéquez-Retalhuleu.
Papst Benedikt XVI. ernannte ihn am 28. Juli 2007 zum Bischof von Sololá-Chimaltenango. Am 22. September desselben Jahres wurde er in das Amt eingeführt. Vom 2. Oktober 2010 bis zum 17. September 2011 war er während der Sedisvakanz Apostolischer Administrator des Erzbistums Los Altos Quetzaltenango-Totonicapán.
Papst Franziskus ernannte ihn am 9. Juli 2020 zum Erzbischof von Santiago de Guatemala. Die Amtseinführung fand am 3. September desselben Jahres statt.